# Baby sitter

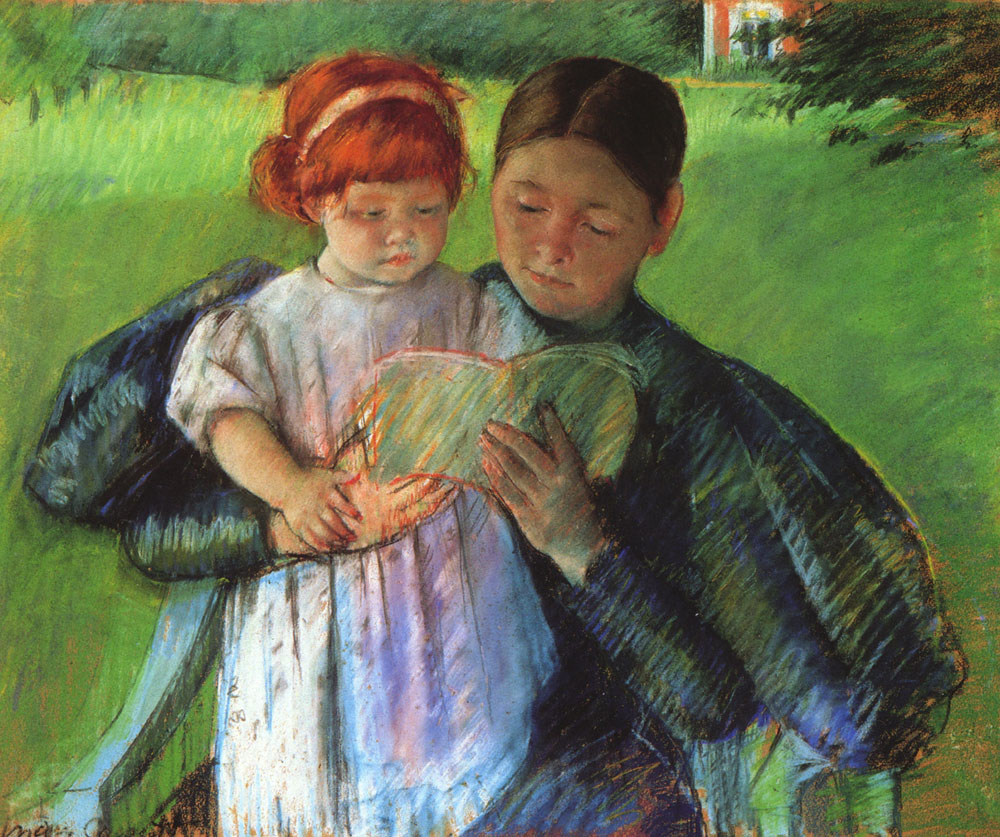
Mary Cassatt, Nurse Reading to a Little Girl, 1895

Una baby sitter (pronuncia italianizzata AFI: /bɛbiˈsitter/; pronuncia inglese: /ˈbeɪbisɪtə(r)/), scritto anche babysitter o baby-sitter, e in italiano anche bambinaia o tata, è una persona che per lavoro si occupa di accudire, a tempo pieno oppure occasionalmente, i figli di altre persone.

## Descrizione
L'attività di bambinaia si svolge prevalentemente presso l'abitazione delle famiglie che richiedono il servizio. Se il servizio di accudimento dei bambini è svolto presso la casa della baby sitter in maniera regolare e durante le ore diurne, oggi si parla piuttosto di Tagesmutter.
Il servizio della baby sitter si rivolge essenzialmente a bambini fino a tre anni come sostituto dell'asilo nido oppure, per i bambini più grandi, è finalizzato ad assicurare assistenza nelle ore pomeridiane successive all'orario scolastico.
I compiti della baby sitter comprendono attività di accudimento materiale (come il nutrire, lavare, far addormentare) quanto funzioni di intrattenimento o generalmente educative come l'aiuto compiti o l'apprendimento di una lingua straniera, in caso di baby sitter madrelingua. Non sono invece implicitamente inclusi fra le mansioni della baby sitter i lavori domestici, tranne quelli inerenti strettamente all'igiene del bambino accudito e dei suoi spazi.
L'attività di baby sitter può essere svolta da professionisti così come da giovani ragazze, spesso studentesse universitarie o degli ultimi anni delle scuole secondarie, che lavorano nel tempo libero, la sera o durante il week-end per avere un'entrata economica. Per la stragrande maggioranza dei casi, l'attività di baby sitter è svolta da persone di sesso femminile.

## Aspetti contrattuali e retribuzione
In Italia, l'attività di baby sitter svolta su base regolare, con orario full-time o part-time, è regolata dal Contratto Collettivo Nazionale di Lavoro sulla Disciplina del Rapporto di Lavoro Domestico, che definisce orario di lavoro, ferie e permessi, aspetti retributivi e contributivi, tutele del lavoratore ed inquadramento. La retribuzione minima oraria fissata dal contratto è adeguata ogni anno. Ovviamente, chi assume una baby sitter - così come una colf o un badante - è tenuto al pagamento dei contributi previdenziali INPS.
Sono tenuti all'assunzione secondo CCLN tutti quei datori di lavoro che si avvalgano dei servizi di una baby sitter in maniera regolare, anche se part-time. I genitori che invece hanno bisogno di ricorrere ai servizi di una baby sitter in maniera saltuaria, possono retribuire tale lavoro occasionale attraverso il Libretto di Famiglia, un sistema di pagamento prefinanziato messo a disposizione dall'INPS. Con tale titolo di pagamento il datore di lavoro può retribuire, su base oraria, il lavoratore assicurando al contempo copertura previdenziale e assicurativa.
Può svolgere lavoro di baby sitter chiunque abbia compiuto il sedicesimo anno di età ed assolto gli obblighi scolastici, di nazionalità italiana o straniera purché in possesso di permesso di soggiorno laddove necessario.

### Compenso di una baby sitter
Per quanto riguarda le baby sitter assunte secondo il CCNL, il Ministero del Lavoro ha fissato i minimi retributivi per il 2018 che sono:
| AS        | BS     | CS     | DS      |
| --------- | ------ | ------ | ------- |
| € 743,552 | 857,94 | 972,33 | 1370,26 |

| AS     | BS     | CS    | DS     |
| ------ | ------ | ----- | ------ |
| € 5,39 | € 6,06 | €6,74 | € 8,12 |

I livelli di inquadramento (AS, BS, CS, DS) dipendono dal livello di esperienza, dall'eventuale possesso di titoli formativi inerenti all'attività professionale, dal tipo di mansioni e dall'autosufficienza o meno del bambino accudito:
| AS | Il lavoratore addetto alla mera compagnia di persone autosufficienti; baby sitter con mansioni occasionali e/o saltuarie di mera vigilanza di bambini in occasione di assenze dei familiari |
| BS | Il lavoratore esperienza superiore ai 12 mesi, che svolge mansioni, sempre di natura esecutiva, implicanti specifiche capacità professionali. Assistente a persone (anziani o bambini) autosufficienti, che svolge anche mansioni connesse al vitto e alla pulizia della casa. |
| CS | Il lavoratore che possiede specifiche capacità professionali, che gli permettono di svolgere la propria attività godendo di totale autonomia e responsabilità. Assistente a persone (anziani o bambini) non autosufficienti, senza diploma professionale, che svolge altresì mansioni connesse al vitto e alla pulizia della casa |
| DS | Il lavoratore provvisto di diploma nello specifico campo oggetto della propria mansione, che svolge con piena autonomia decisionale e responsabilità attività di gestione e di coordinamento. Assistente a persone (anziani o bambini) non autosufficienti, in possesso di un diploma professionale o di un attestato specifico (es. infermiere diplomato generico, assistente geriatrico), che svolge altresì mansioni connesse al vitto e alla pulizia della casa. |

Per quanto riguarda invece le baby sitter che svolgono un servizio occasionale, il compenso medio in Italia è pari a € 7,70/ora. Questo dato - frutto di una ricerca condotta da Sitly su un campione di più di 400.000 utenti al servizio di domanda e offerta di baby sitting (luglio 2017) - è un valore medio; nelle diverse città e regioni d'Italia si assistono anche ad oscillazioni significative. La determinazione del compenso orario dipende, oltre che dalla collocazione geografica, anche dal livello di competenze, esperienze e mansioni di ciascuna baby sitter.